# Мизинов, Михаил Петрович
Михаи́л Петро́вич Мизи́нов (10 февраля 1918, Пятино, Симбирская губерния — 20 ноября 1967, Казань) — Герой Советского Союза (24 августа 1943), полковник (1959).

## Биография
Родился 18 ноября 1918 года в селе Пятино (ныне Инзенский район Ульяновской области) в крестьянской семье. Русский. В 1936 году окончил 9 классов школы в селе Тияпино (Инзенский район).
В армии с сентября 1937 года. В 1940 году окончил Чкаловскую военную авиационную школу лётчиков (в городе Оренбурге). Служил в строевых частях ВВС в Орловском военном округе.
Участник Великой Отечественной войны: в июне-сентябре 1941 — лётчик 219-го дальнебомбардировочного авиационного полка (Юго-Западный фронт); в сентябре 1941—марте 1942 — лётчик 314-го ближнебомбардировочного авиационного полка (Калининский фронт), в марте 1942—мае 1945 — лётчик, командир звена, заместитель командира и командир авиаэскадрильи 128-го бомбардировочного авиационного полка (Калининский, Брянский, Центральный и 1-й Белорусский фронты). Участвовал в оборонительных боях на Украине, обороне Москвы, в Курской битве, освобождении Белоруссии и Польши, в Берлинской операции. Всего за время войны совершил 273 боевых вылета на бомбардировщиках ДБ-3 и Пе-2.
За мужество и героизм, проявленные в боях, указом Президиума Верховного Совета СССР от 24 августа 1943 года командиру звена 128-го бомбардировочного авиационного полка (241-я бомбардировочная авиационная дивизия, 3-й бомбардировочный авиационный корпус, 16-я воздушная армия, Центральный фронт) старшему лейтенанту Мизинову Михаилу Петровичу присвоено звание Героя Советского Союза со вручением ордена Ленина и медали «Золотая Звезда».
До 1951 года продолжал службу в строевых частях ВВС (в Группе советских войск в Германии, в Таврическом и Прибалтийском военных округах), командовал авиаэскадрильей. В 1945 году окончил Инструкторские методические курсы ВВС (город Грозный), в 1949 году Высшие офицерские лётно-тактические курсы (город Таганрог), в 1955 году — Военно-воздушную академию (Монино), в 1956 году — 30-ю Высшую авиационную офицерскую школу боевого применения Дальней авиации. Служил начальником штаба тяжелобомбардировочного авиационного полка на Украине. С апреля 1959 года полковник М. П. Мизинов — в запасе.
Жил в городе Казани. Работал пилотом транспортного авиаотряда авиационного завода. Умер 22 октября 1969 года. Похоронен в Казани.

## Награды
- Герой Советского Союза (24.08.1943);
- два ордена Ленина (4.09.1942, 24.08.1943);
- орден Красного Знамени (13.06.1942);
- орден Александра Невского (10.05.1945);
- орден Красной Звезды (21.08.1953);
- медаль «За боевые заслуги» (6.11.1947);
- другие медали.

## Память
Именем М. П. Мизинова названы улицы в городе Инза и родном селе Пятино.